# Хойник (замок)
Замок Хойник (пол. Zamek Chojnik, давнее Chojnasty, нем. Kynast) — памятник средневековой рыцарской архитектуры, расположенный в повяте Еленя-Гура (Нижней Силезии, Польша).
Замок находится на вершине горы Хойник (612 м над уровнем моря), в дзельнице Собешув города Еленя-Гура в Нижнесилезском воеводстве Польши. Он построен в XIV веке. Во время бури 31 августа 1675 года от удара молнии начался пожар, который частично уничтожил крепость. В 1860 году в разрушенном замке возникла турбаза. С 1991 года здесь проходит турнир стрельбы из арбалета, один из самых больших в Польше.

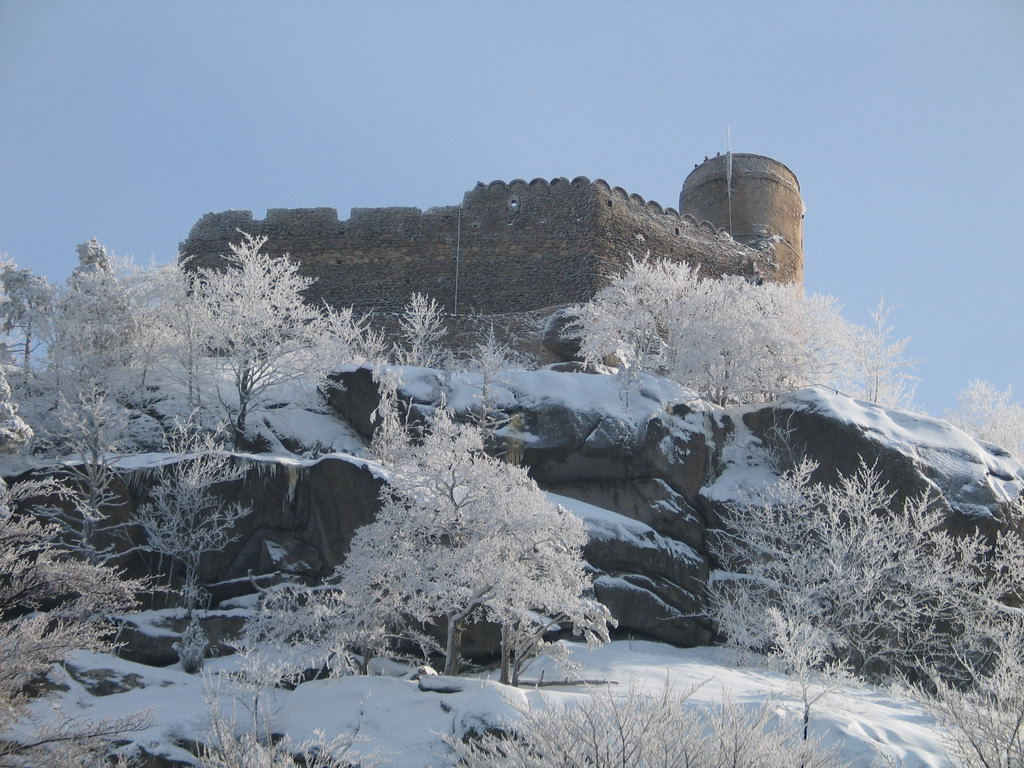
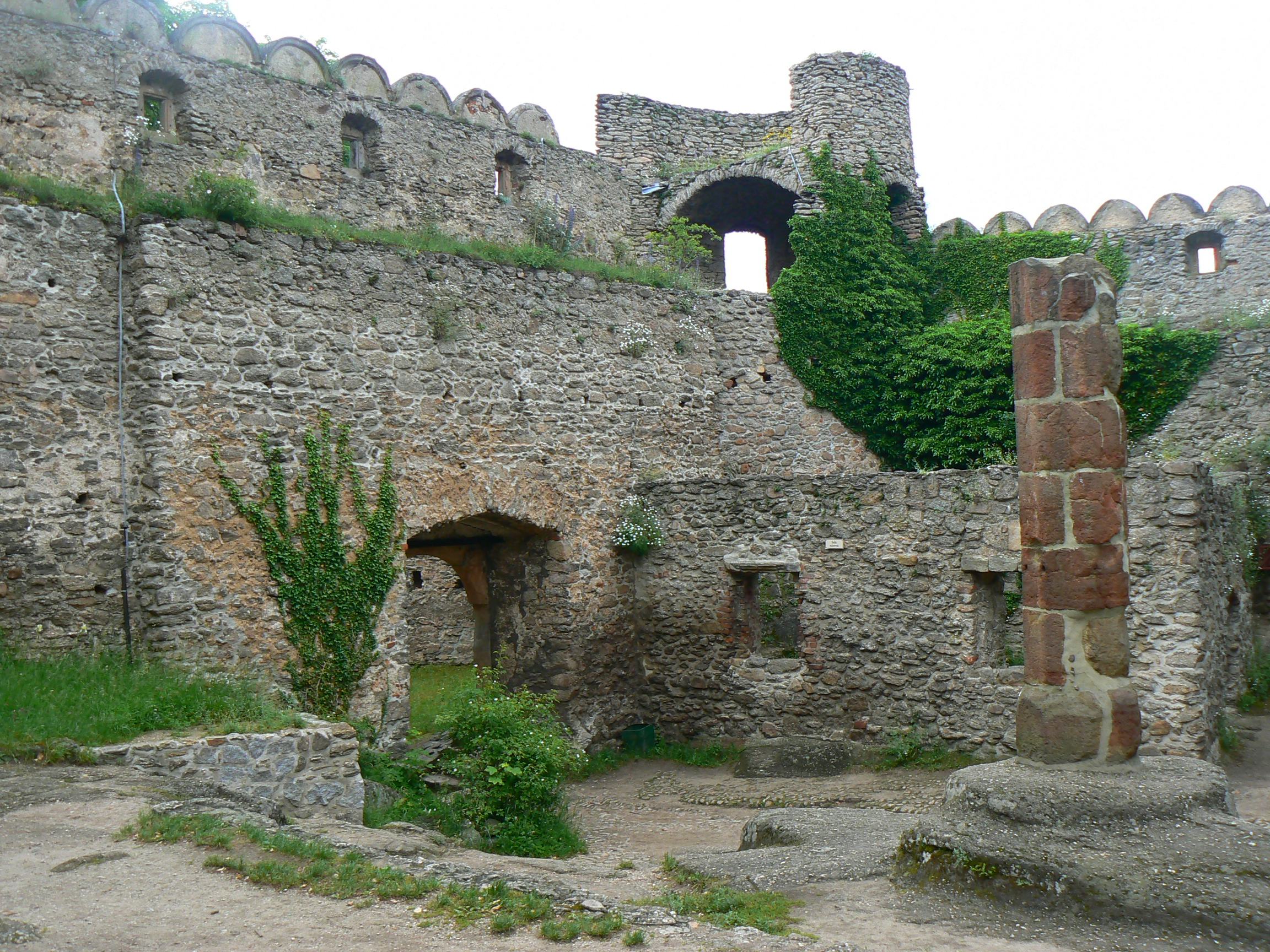
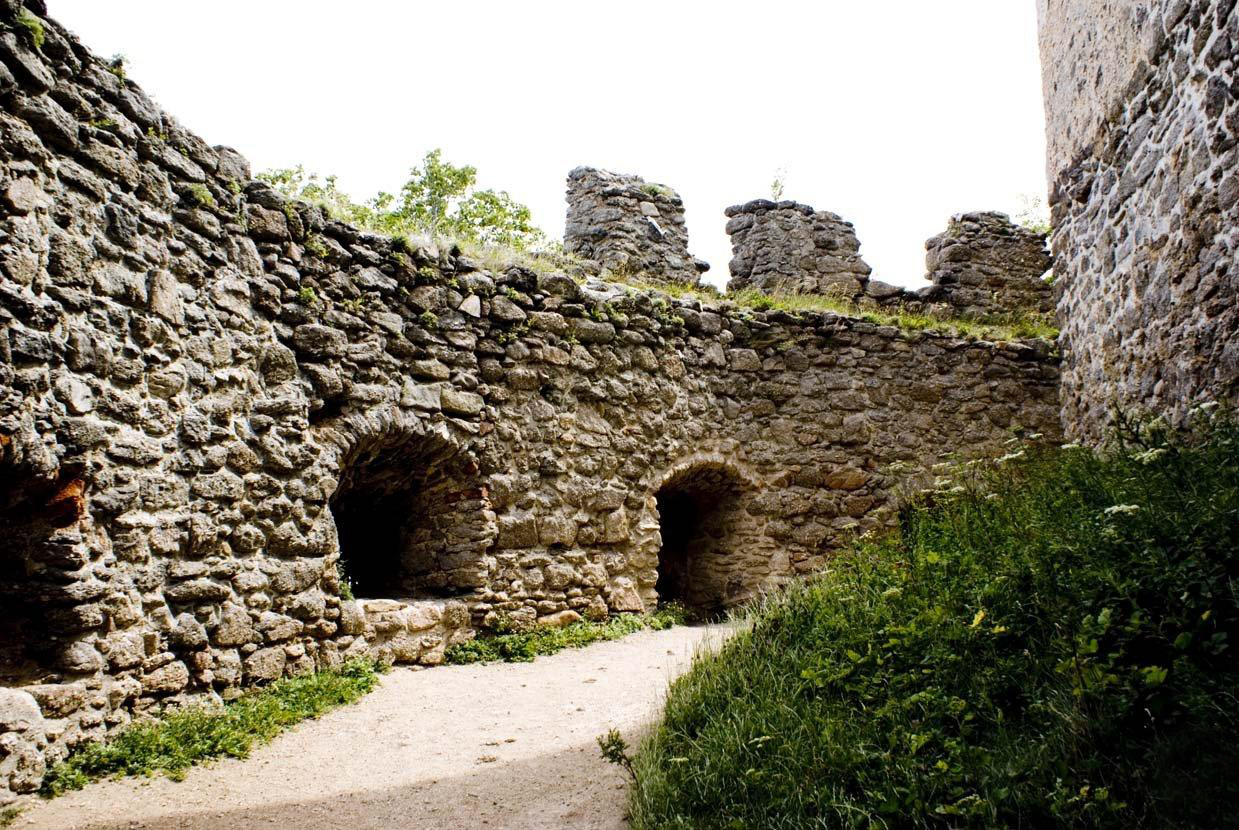